# マッドTV!
『マッドTV!』（MADtv）は、風刺雑誌『MAD』から派生したアメリカ合衆国のコメディ番組である。ワーナー・ブラザース・テレビジョンの配給により、FOXテレビで毎週土曜日午後11時（『サタデー・ナイト・ライブ』と同時間帯）から放送された。初回放送は1995年10月14日。
日本ではFOXチャンネルで一部エピソードが日本語字幕付きで放送され、ストリーミング放送のGYAO!でも一部エピソードが期限付きで放送された。
2009年5月16日をもってオリジナル版の放送を終了したものの、2016年にCWテレビジョンネットワークで特別番組が組まれるとともに、リバイバル版として計8エピソードが放送された。

## 歴史

### オリジナル版
1990年代前半にFOXテレビでコント番組『イン・リヴィング・カラー』を制作していた脚本家兼プロデューサーのファックス・バーとアダム・スモールは、NBCの長寿コメディバラエティ番組『サタデー・ナイト・ライブ』に対抗するため、テレビ版『MAD』を制作することを決意する。
番組のタイトルは『マッドTV!』と決定され、『サタデー・ナイト・ライブ』の裏番組として1995年10月14日の午後11時台に初回が放送された。バー＝スモール・プロダクションズに加えてクインシー・ジョーンズのプロダクションが製作を担当し、一時は視聴率で『サタデー・ナイト・ライブ』を追い抜くこともあった。
ジョーンズが製作に携わっていたこともあり、番組にはアフリカ系のコメディアンも多く参加した。
2008年11月12日、FOXテレビは放送中の第14シーズンをもって契約を終了することを発表する。制作会社は番組を継続することを目指して別のテレビ局と交渉したものの、交渉は上手くいかず、2009年5月16日に番組は約14年間の歴史に幕を閉じた。

### リバイバル版
2015年12月11日、放送開始20周年を記念し、CWテレビジョンネットワークで1時間の特別番組が放送されることが明らかとなる。特別番組は2016年1月12日に放送され、かつてのオリジナルキャストの大半が収録スタジオに顔を揃えた。
2016年4月11日、CWテレビジョンネットワークは全8回の新シリーズを始動させることを発表する。若手のコメディアンを新たなレギュラーとして起用するとともに、ニコール・サリヴァン、デブラ・ウィルソン、ウィル・サッソー、ボビー・リー、アイク・バリンホルツなどのオリジナルキャストがゲスト出演することも発表され、同年7月26日の午後9時台に第15シリーズの初回が放送された。9月27日の放送をもって第15シリーズは終了し、以降のシリーズの製作は予定されていない。

## 概要
番組はコント、アニメーション、音楽パフォーマンスなどで構成され、テレビ番組や映画のパロディがふんだんに盛り込まれている。時事ネタや政治ネタが披露されることも少なくない。コント内で放送禁止用語が連発されることもあるため、全編VTR収録になっている。

## 過去の主なレギュラー
| - ブライアン・カレン Bryan Callen (1995-1997) - デヴィッド・ハーマン David Herman (1995-1997) - オーランド・ジョーンズ Orlando Jones (1995-1997) - フィル・ラマール Phil LaMarr (1995-2000) - アーティ・ラング Artie Lange (1995-1997) - メアリー・シェアー Mary Scheer (1995-1998) - ニコール・サリヴァン Nicole Sullivan (1995-2001） - デブラ・ウィルソン Debra Wilson (1995-2003) - アレックス・ボースタイン Alex Borstein (1997-2002) - パット・キルバーン Pat Kilbane (1997-2000) - ウィル・サッソー Will Sasso (1997-2002) - エリーズ・スピアーズ Aries Spears (1997-2005) - アンドリュー・ボーウェン Andrew Bowen (1998-1999) - モー・コリンズ Mo Collins (1998-2004) - マイケル・マクドナルド Michael McDonald (1998-2008) - ネルソン・アセンシオ Nelson Ascencio (1999-2001) | - アンドリュー・デイリー Andrew Daly (2000-2002) - ステファニー・ウィアー Stephnie Weir (2000-2006) - フランク・カリエンド Frank Caliendo (2001-2006) - ボビー・リー Bobby Lee (2001-2009) - アイク・バリンホルツ Ike Barinholtz (2002-2007) - ジョシュ・マイヤーズ Josh Meyers (2002-2004) - ダニエル・ゲイザー Daniele Gaither (2003-2006) - ケン・チョン Ken Jeong (2003-2005) - ニコール・パーカー Nicole Parker (2003-2009) - ジョーダン・ピール Jordan Peele (2003-2008) - クリスタ・フラナガン Crista Flanagan (2004-2009) - キーガン＝マイケル・キー Keegan-Michael Key (2004-2009) - フランク・カエティ Frank Caeti (2005-2007) - ニコール・ランドール・ジョンソン Nicole Randall Johnson (2005-2007) - アーデン・マーリン Arden Myrin (2005-2009) |